# Anoteropsis litoralis
Anoteropsis litoralis är en spindelart som beskrevs av Vink 2002. Anoteropsis litoralis ingår i släktet Anoteropsis och familjen vargspindlar. Inga underarter finns listade i Catalogue of Life.